# Juan Manuel del Busto González
Juan Manuel del Busto González, (Gijón, 30 de diciembre de 1904 - 20 de junio de 1967) fue un arquitecto asturiano hijo del también arquitecto Manuel del Busto Delgado, con quien colaboró muy activamente. Su trabajo se ha centrado sobre todo en la ciudad de Gijón. Tras la muerte de su padre en 1948, colaboraría con el arquitecto Miguel Díaz Negrete y el escultor Joaquín Rubio Camín.

## Biografía
Juan Manuel del Busto González nacería en Gijón en 1904, su madre sería Elisa González y su padre el, también, arquitecto Manuel del Busto. Su hermano sería el odontólogo Antonio del Busto, fallecido en 2005. Tras estudiar la educación más elemental en Asturias, se muda a Madrid para completar el bachillerato en el Instituto Alfonso XII, en el Monasterio de El Escorial. Se traslada a Londres en 1923 durante dos años, aprendiendo dibujo, una de sus pasiones. Una vez regresado a España inicia su formación universitaria en 1925 y se titula en 1931 por la Escuela Superior de Arquitectura de Madrid.
Nada más titularse elabora su primera obra, la única que haría en solitario; la iglesia de iglesia de San Julián, en Gijón. El resto de sus obras las haría asociado con su padre. Junto a este funda en 1933 el Colegio de Arquitectos de Asturias, Galicia y León; siendo su secretario. Durante la década de 1930 y 1940 haría varios viajes al extranjero; sur de Europa, Asia y Estados Unidos principalmente.
En 1948 fallece su padre, por lo que se asocia con Miguel Díaz Negrete, varios años más joven que él. Juntos elaboran el edificio de la caja de Ahorros, en la plaza del Carmen de Gijón en 1963 y desarrollan varios hospitales por España. Participó en el diseño del polígono residencial de las 1.500 viviendas de Pumarín (1955-1960). Su última obra fue el Hotel San Ángel, situado en Colombres, Asturias. Fallecería en Gijón en 1967.

## Obras
Su obra comienza en un estilo Art Decó y a posterior varía a unas líneas racionalistas, salvo la excepción neorrománica de la iglesia de San Julián de Somió.

### Asociado aManuel Del Busto(1930-1948)
- Cine Avenida (1930, Gijón)
- Reforma de la Iglesia de San Nicolás de Bañugues (1930)
- Cine Natahoyo (1932, Gijón)
- Calle Las Mestas, 6 (1952, Gijón)
- Cine Roxy (1932, Gijón)

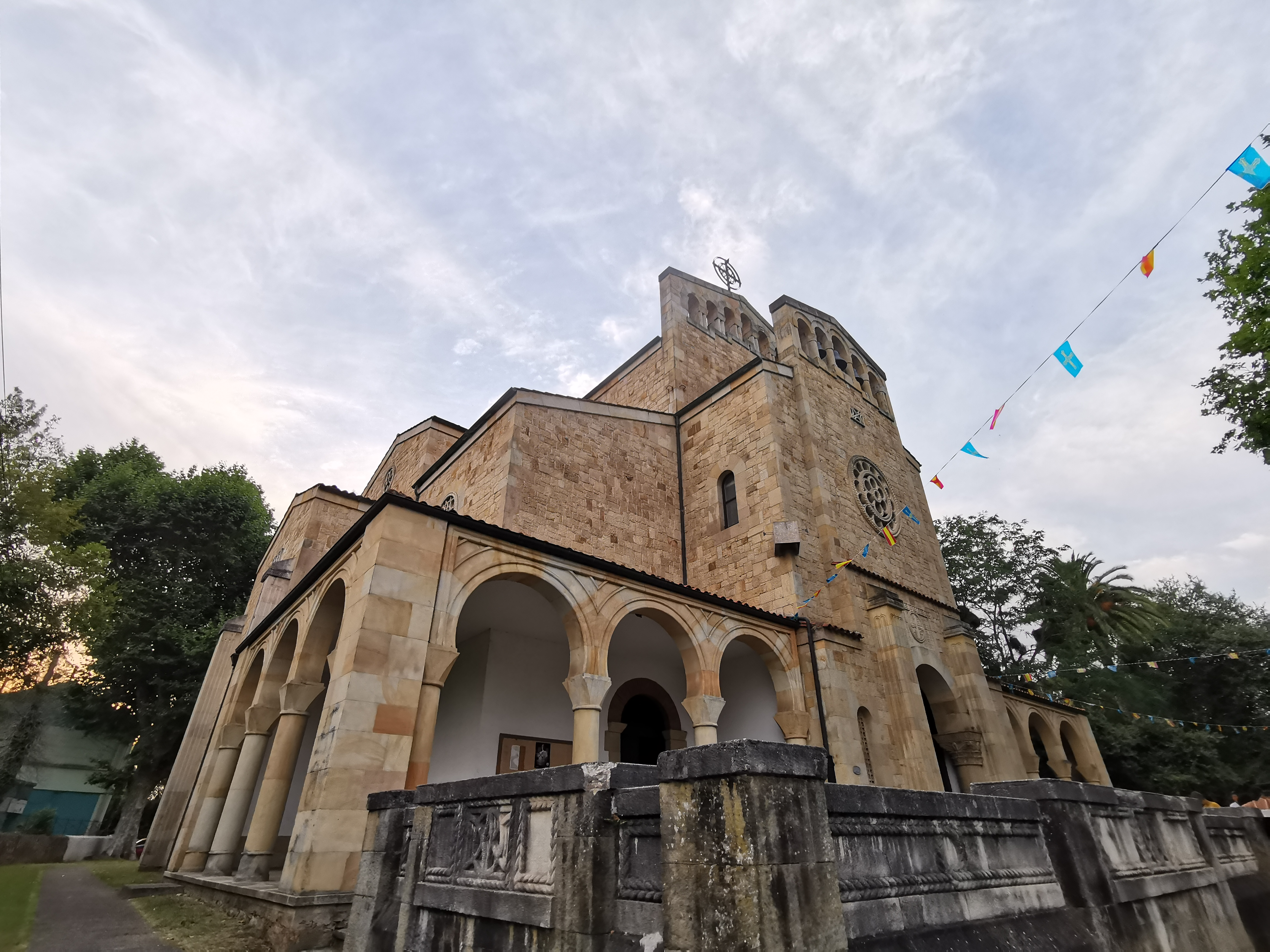
Iglesia de San Julián de Somió (1933)

- Iglesia de San Julián de Somió (1933)Iglesia de San Julián de Somió (1933, Gijón)
- Calle Asturias, 12-14 (1936, Gijón)
- Estación de Autobuses de ALSA (1939, Gijón)
- Calle Jovellanos, 10 con calle los Moros (1939, Gijón)
- Edificios art decó en la plaza del Carmen (1940, Gijón)
- Edificio Autos Moderno (1941, calle Marqués de San Esteban 23, Gijón)Edificio Autos Moderno, de inspiración neoplateresca
- Calle Asturias, 2 (1942, Gijón)

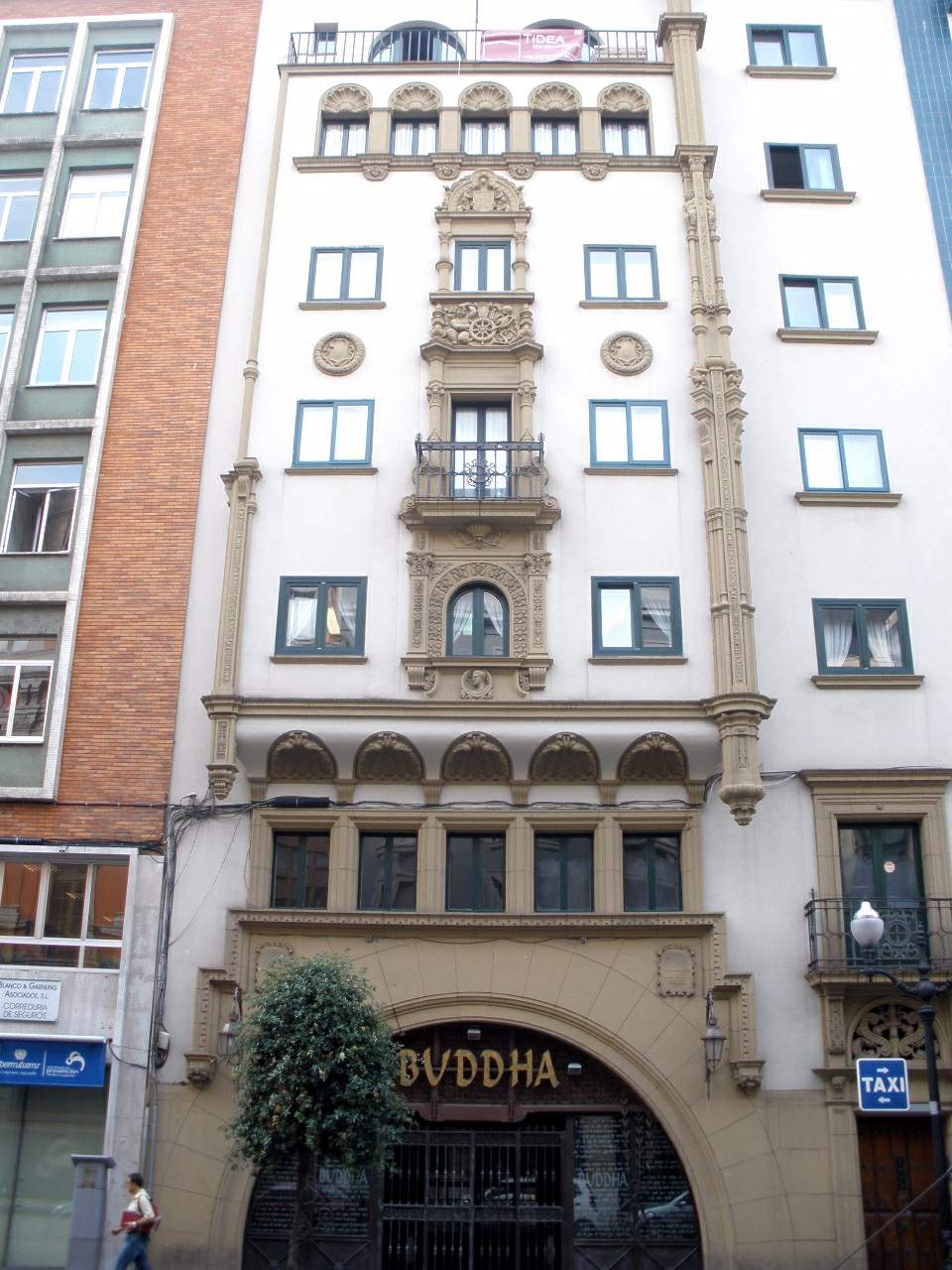
Edificio Autos Moderno, de inspiración neoplateresca

- Calle Marqués de San Esteban, 4 (1942, Gijón)
- Cine María Cristina (1943, Gijón)
- Calle Padilla, 9 con calle Covadonga (1945, Gijón)[7]
- Avenida de Colón, 12 (1945, Oviedo)[8]

### Asociado aMiguel Díaz Negrete(1948-1967)
- Teatro Arango y Cine Albéniz (1951, Gijón)
- Capilla del Colegio de La Asunción (1954, Gijón)
- Ciudad Residencial de Perlora (1954)
- Calle Marqués de San Esteban, 21 (1956, Gijón)
- Torre Constitución, 47 con Manuel Llaneza (1956, Gijón)
- Calle Corrida, 14 (1957, Gijón)
- Teatro Carmen, (1957, Luanco)
- Edificio Garmoré (La Casa Barco), (1957-1960, Calle del Marqués de San Esteban, 4, Gijón)
- Las Mil Quinientas (1960, Gijón)
- Centro de Especialidades de Orense, Mérida, Villablino, Soria y Palencia (A partir de 1962)
- Sucursal de la Caja de Ahorros de Asturias (1963, plaza del Carmen, Gijón)
- Manzana en la plaza del Humedal, 4 y 5 (1966, Gijón)
- Residencia hospitalaria Virgen Blanca (1968, León)
- Hotel San Ángel (1968, Colombres)